# Marele dodecicosidodecaedru ditrigonal
În geometrie marele dodecicosidodecaedru ditrigonal este un poliedru stelat uniform, cu indicele U42. Are 44 de fețe (20 de triunghiuri, 12 pentagoane și 12 decagrame), 120 de laturi și 60 de vârfuri. Având 44 de fețe este un tetracontatetraedru. Un poliedru neconvex are fețe care se intersectează care nu reprezintă laturi sau fețe noi. Doar cele marcate cu sfere aurii sunt vârfuri, iar cele cu linii argintii sunt laturi.
Figura vârfului este un trapez isoscel.

## Mărimi asociate

### Coordonate carteziene
Coordonatele carteziene ale vârfurilor unui mare dodecicosidodecaedru ditrigonal cu lungimea laturii 2, centrat în origine, sunt toate permutările pare ale:
{\displaystyle \left(\,\pm 1,\,\pm 2(\varphi -1),\,\pm \varphi \,\right)}
{\displaystyle \left(\,0,\,\pm (2-\varphi ),\,\pm {\sqrt {5}}\,\right)}
{\displaystyle \left(\,\pm 1,\,\pm 2,\,\pm (2-\varphi )\,\right)}
unde {\displaystyle \varphi ={\frac {1+{\sqrt {5}}}{2}}} este secțiunea de aur.

### Raza sferei circumscrise
Raza sferei circumscrise pentru lungimea laturii a este:
{\displaystyle R={\frac {1}{4}}{\sqrt {34-6{\sqrt {5}}}}\,a\approx 1,134229\,a.}

### Volum
Următoarea formulă pentru volum V este stabilită pentru lungimea laturilor tuturor poligoanelor (care sunt regulate) a:
{\displaystyle V={\frac {7}{6}}(15-{\sqrt {5}})\,a^{3}\approx 14,891254~a^{3}.}

## Poliedre înrudite
Are în comun aranjamentul vârfurilor cu dodecaedrul trunchiat. În plus, are în comun aranjamentul laturilor cu marele icosicosidodecaedru (având fețele triunghiulare și pentagonale în comun) și cu marele dodecicosaedru (având în comun fețele decagramice).

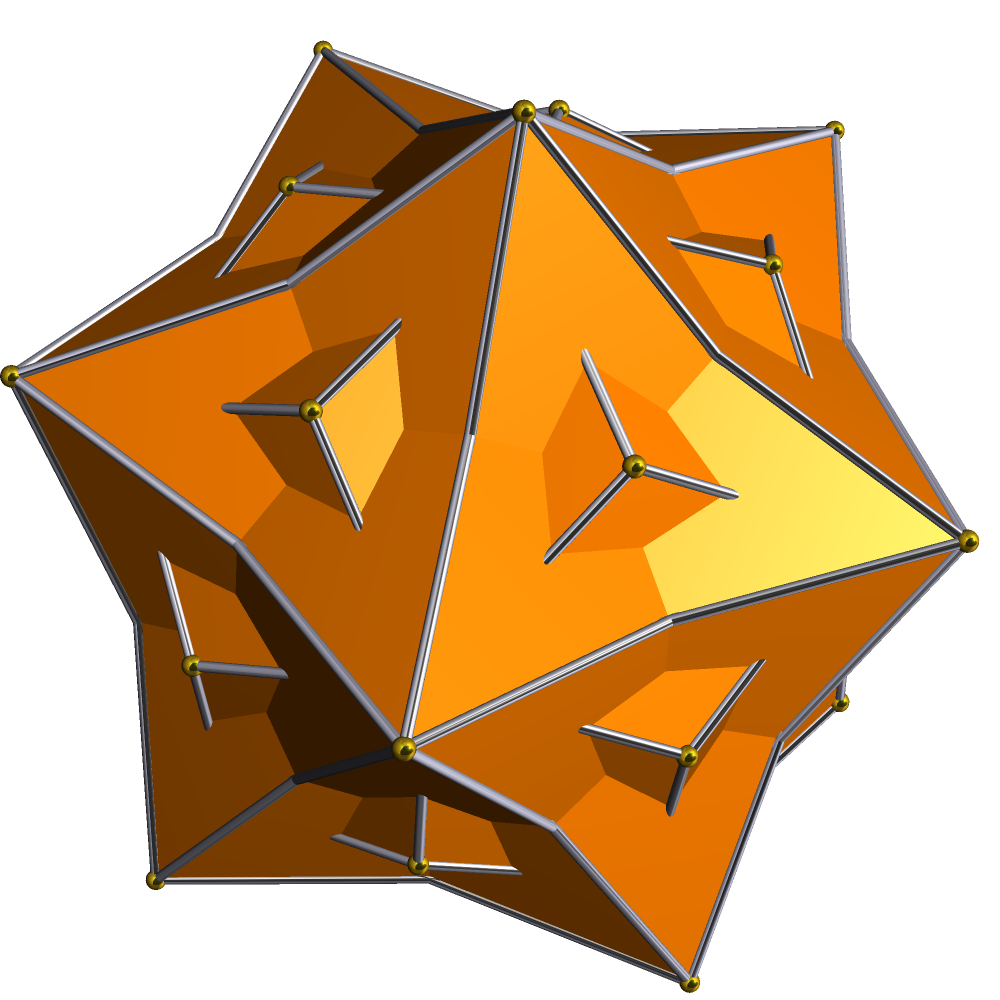
Dual: Marele hexacontaedru dodecacronic ditrigonal

| Dodecaedru trunchiat | Marele icosicosidodecaedru | Marele dodecicosidodecaedru ditrigonal | Marele dodecicosaedru |

### Poliedru dual
Dualul său este marele hexacontaedru dodecacronic ditrigonal.